# Nîjnozamorske, Lenine
Nîjnozamorske (în ucraineană Нижньозаморське) este un sat în comuna Bielinske din raionul Lenine, Republica Autonomă Crimeea, Ucraina.

## Demografie
Componența lingvistică a localității Nîjnozamorske
     Rusă (80,25%)
     Ucraineană (13,58%)
     Tătară crimeeană (6,17%)
Conform recensământului din 2001, majoritatea populației localității Nîjnozamorske era vorbitoare de rusă (80,25%), existând în minoritate și vorbitori de ucraineană (13,58%) și tătară crimeeană (6,17%).